# Cupa Moldovei 2007-2008
La Cupa Moldovei 2007-2008 è stata la 17ª edizione della coppa nazionale disputata in Moldavia tra il 19 agosto 2007 (data del primo turno preliminare) e il 20 maggio 2008. Vincitore della competizione è stato lo Sheriff Tiraspol, al suo quinto titolo.

## Ottavi di finale
Gli incontri si sono disputati il 7 e 8 ottobre 2007.
| Squadra 1              | Risultato | Squadra 2               |
| ---------------------- | --------- | ----------------------- |
| CSCA-Rapid Chișinău    | 0 - 3     | Sheriff Tiraspol        |
| Dacia Chișinău         | 5 - 0     | Podiș Inești            |
| CSF Cricova            | 0 - 2     | FC Tiraspol             |
| Beșiktaș Chișinău      | 0 - 1     | Nistru Otaci            |
| Dinamo Bender          | 1 - 2     | Zimbru Chișinău         |
| Floreni Anenii Noi     | 7 - 8     | Olimpia Bălți           |
| Tiligul-Tiras Tiraspol | 4 - 1     | CF Găgăuzia             |
| Academia UTM Chișinău  | 1 - 3     | FC Politehnica Chișinău |

## Quarti di finale
Gli incontri di andata si sono disputati il 25 ottobre mentre quelli di ritorno il 7 novembre 2007.
| Squadra 1       | Totale | Squadra 2               | Andata | Ritorno |
| --------------- | ------ | ----------------------- | ------ | ------- |
| Olimpia Bălți   | 0 - 5  | Sheriff Tiraspol        | 0 - 2  | 0 - 3   |
| FC Tiraspol     | 2 - 0  | Dacia Chișinău          | 1 - 0  | 1 - 0   |
| Nistru Otaci    | 3 - 0  | Tiligul-Tiras Tiraspol  | 1 - 0  | 2 - 0   |
| Zimbru Chișinău | 3 - 1  | FC Politehnica Chișinău | 1 - 0  | 2 - 1   |

## Semifinale
Gli incontri di andata si sono disputati il 16 aprile mentre quelli di ritorno il 7 maggio 2008.
| Squadra 1    | Totale | Squadra 2        | Andata | Ritorno |
| ------------ | ------ | ---------------- | ------ | ------- |
| FC Tiraspol  | 0 - 1  | Sheriff Tiraspol | 0 - 0  | 0 - 1   |
| Nistru Otaci | 5 - 3  | Zimbru Chișinău  | 2 - 1  | 3 - 2   |

## Finale
La finale fu disputata il 20 maggio 2008.
| Chișinău 20 maggio 2008                                | Sheriff Tiraspol | 1 – 0 | Nistru Otaci | Stadio Zimbru |
| \| \| \| \| \| Ivan Testemitanu 49’ \| Marcatori \| \| |                  |       |              |               |
|                                                        |                  |       |              |               |
| Ivan Testemitanu 49’                                   | Marcatori        |       |              |               |